# Kegalle
Kegalle (syng. කෑගල්ල, tamil. கேகாலை) – miasto w Sri Lance, w prowincji Sabaragamuwa.